# Droit de la nationalité
Le droit de la nationalité est constitué de l’ensemble des règles – législatives, réglementaires, jurisprudentielles ou coutumières – régissant la façon dont la nationalité et la citoyenneté sont transmises, acquises ou perdues. Il est lié au droit des étrangers et au droit d’asile.

## Principes généraux
Le droit de la nationalité est le reflet de l'histoire et de l'idéologie migratoire. Le droit du sang (jus sanguinis) prédomine dans les pays d'émigration qui souhaitent maintenir des liens d'allégeance avec leurs expatriés et accorder la nationalité des parents aux enfants nés à l'étranger. Le droit du sol (jus soli) prédomine dans les pays d'immigration tels les États-Unis, le Brésil, la France depuis la deuxième moitié du XIXe siècle,.
En Europe continentale, le droit de la nationalité s’inspire généralement du Code civil français, ou code Napoléon, qui fait primer la nationalité du père, consacrant la filiation patriarcale. Ceci explique que pendant longtemps, en Europe et dans les colonies d’États européens, les femmes n’ont pas pu transmettre leur nationalité à leurs enfants légitimes ; les enfants nés hors mariage pouvaient cependant souvent acquérir la nationalité de leur mère, pour leur éviter d'être apatrides. Ces dispositions ont été réformées dans de nombreux pays ; elles n’ont cependant pas changé dans les pays arabes [réf. nécessaire].
La plupart des pays n’accordent pas leur nationalité aux enfants de diplomates étrangers quand ils sont nés sur leur sol.
L’article 15 de la Déclaration universelle des droits de l'homme dispose que : « 1. Tout individu a droit à une nationalité. 2. Nul ne peut être arbitrairement privé de sa nationalité, ni du droit de changer de nationalité. »
De nos jours, le droit de la nationalité est basé en général sur une combinaison du droit du sol (jus soli) et du droit du sang (jus sanguinis), plus rarement sur seulement l'un des principes [réf. nécessaire] :
- Le droit du sol est le droit en application duquel un enfant né sur le territoire d’un État acquiert sa nationalité ; il est notamment appliqué aux États-Unis, au Canada, en Argentine, au Brésil, au Mexique et en France, dépendances outre-mer incluses, éventuellement avec restrictions (par exemple le double droit du sol).
- Le droit du sang est le droit en application duquel un enfant ne peut normalement recevoir la nationalité d’un pays que si son père ou sa mère la possède ; il est notamment appliqué dans la majorité des pays du monde, surtout ceux d'Asie et d'Afrique.

## La nationalité dans le contexte post-colonial
Dans les situations post-coloniales, l’établissement de la nationalité des immigrants, des colons et des sujets était souvent extrêmement délicat et politiquement difficile, en particulier au Royaume-Uni et dans ses ex colonies africaines ou asiatiques comme l’Afrique du Sud, la Rhodésie, l’Ouganda et Hong Kong.

### Citoyenneté et nationalité dans l'empire britannique et le Commonwealth
Dans l'empire britannique, le British Nationality Act de 1948 a accordé le statut de « citoyen du Royaume-Uni et des colonies » (CUKC) à toute personne née au Royaume-Uni ou dans l'une des colonies de l'empire. Ces personnes étaient simultanément des « citoyens du Commonwealth ». Jusqu'au Commonwealth Immigrants Act de 1962 (en), tout citoyen du Royaume-Uni et des colonies pouvait librement entrer et résider sur le territoire britannique. Le British Nationality Act de 1981, base du droit en vigueur, remplace le statut de citoyen du Royaume-Uni et des colonies par trois statuts possibles:
- « citoyen britannique » pour les CUKC bénéficiant du right of abode (en) (droit de domicile), c'est-à-dire pouvant librement et sans restrictions entrer et résider au Royaume-Uni et dans les Iles (îles Anglo-Normandes et île de Man)
- « citoyen d'un territoire britannique dépendant » (British Dependent Territories Citizen, devenu depuis British Overseas Territories citizen (en))
- ou encore « citoyen britannique d'outre-mer » (British Overseas citizen (en)).

La citoyenneté britannique est ainsi la plus courante, et accorde le droit de domicile automatique. Toutefois, les droits accordés par ce statut sont restreints lorsqu'il a été acquis par droit du sang (c'est-à-dire pour une personne née en dehors du territoire britannique mais dotée de la citoyenneté britannique par filiation).
Deux formes distinctes de citoyenneté ont ainsi été établies pour régir les territoires britanniques d'outre-mer.
Le statut de British Overseas citizen n'accorde pas automatiquement le droit d'entrée et de séjour sur tout territoire d'outre-mer. À défaut d'avoir des lois spécifiques sur la nationalité, chacun de ces territoires a en effet la capacité de décider soi-même des lois gouvernant l'immigration, et peut ainsi accorder, ou non, le statut de belonger (Belonger status (en)), en général mêlé de droit du sol et du sang.
Les citoyens d'Afrique du Sud ont cessé d'être citoyens du Commonwealth à partir de 1961, un an après le discours sur le « vent du changement » du Premier ministre Harold MacMillan. Le Commonwealth Relations Act de 1962 retire toute référence au droit de la nationalité britannique dans la législation sud-africaine.